# تصنيف السمنة
تصنيف السمنة، هو ترتيب درجات السمنة، وهي الحالة الطبية التي تتراكم فيها الدهون الزائدة في الجسم إلى الحد الذي تشكل فيه تأثيرًا ضارًا على الجسم. تصنف منظمة الصحة العالمية (دبليو إتش أو) السمنة وفقًا لمؤشر كتلة الجسم. يُقيم مؤشر كتلة الجسم أيضًا فيما يخص توزع الدهون عبر نسبة الخصر إلى الورك وإجمالي عوامل الخطورة القلبية الوعائية. لدى الأطفال، يختلف الوزن الصحي حسب العمر والجنس، ويُقاس في ضوء العلاقة بين قياساتهم وقياسات الجماعة التاريخية الطبيعية.

## خلفية عامة

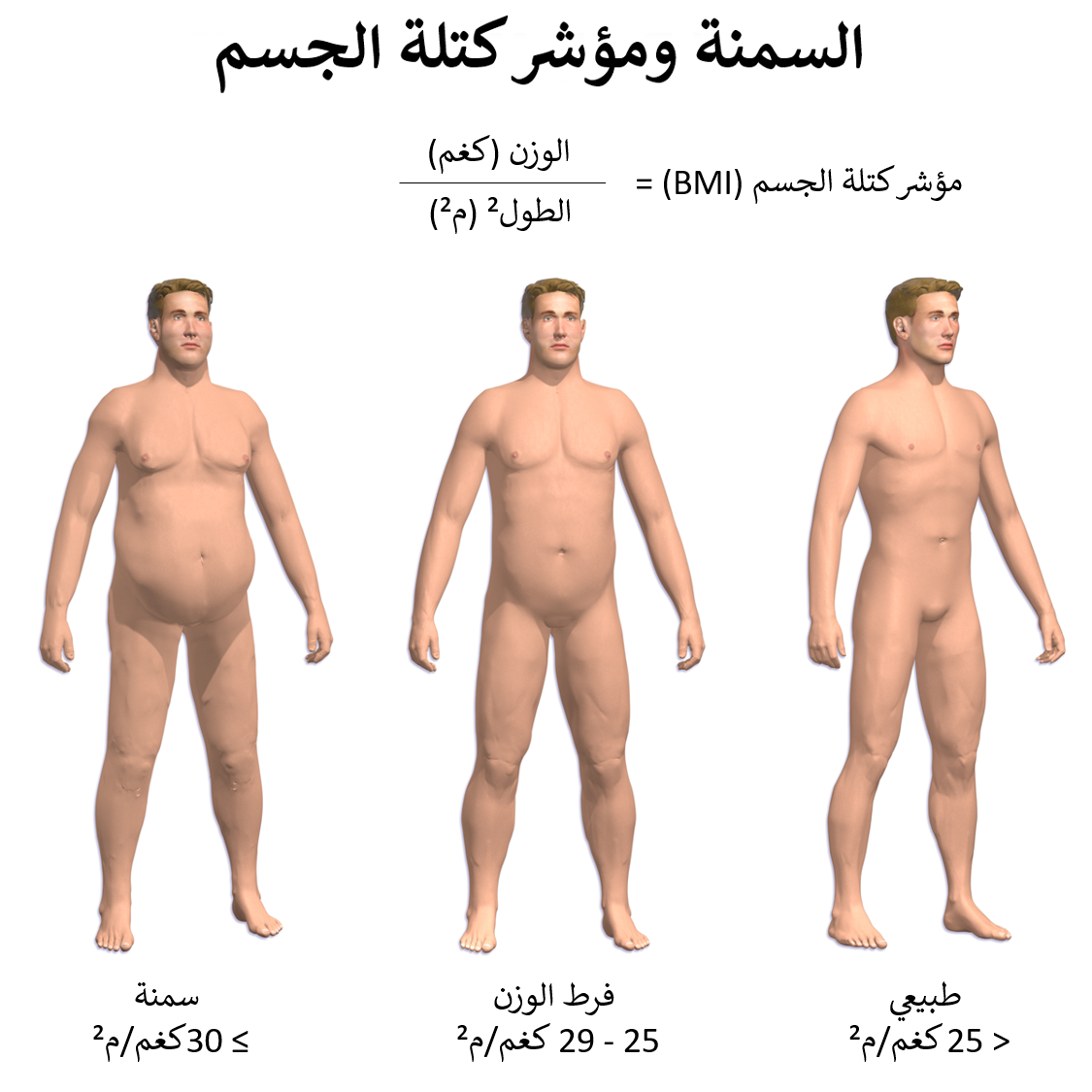
السمنة ومؤشر كتلة الجسم (BMI)

السمنة هي حالة طبية تتراكم فيها الدهون الزائدة في الجسم إلى الحد الذي تشكل فيه تأثيرًا ضارًا على الصحة. يعد الوزن النسبي ومؤشر كتلة الجسم (بي إم آي) متطابقين تقريبًا، ويمثلان تقديرات منطقية لسمنة الجسم مقاسة بنسبة الدهون فيه. مع ذلك، لا يأخذ مؤشر كتلة الجسم في الحسبان الاختلاف الواسع في توزع الدهون في الجسم، وقد لا يتوافق مع نفس الدرجة من السمنة أو المخاطر الصحية المرافقة لها لدى مختلف الأفراد والسكان. تشمل القياسات الأخرى لتوزع الدهون نسبة الخصر إلى الورك ونسبة الدهون في الجسم. السمنة الطبيعية للوزن هي حالة يكون فيها وزن الجسم طبيعيًا، ولكن نسبة الدهون في الجسم مرتفعة وبالتالي تترافق مع نفس المخاطر الصحية للسمنة. يمكن استخدام مؤشر كتلة الجسم للتنبؤ بخطر حدوث اضطرابات الاستقلاب مثل مرض السكري.

## القياسات

### مؤشر كتلة الجسم (بي إم آي)
يعتبر مؤشر كتلة الجسم أو البي إم آي طريقة بسيطة وشائعة الاستخدام لتقدير كتلة الدهون في الجسم. طُور مؤشر كتلة الجسم في القرن التاسع عشر على يد الإحصائي البلجيكي والمتخصص في القياسات البشرية أدولف كوتلي. يعتبر مؤشر كتلة الجسم انعكاسًا دقيقًا لنسبة الدهون في الجسم لدى غالبية السكان البالغين. مع ذلك، يعد أقل دقة لدى بعض الأشخاص مثل لاعبي كمال الأجسام والنساء الحوامل. يمكن استخدام صيغة تجمع بين مؤشر كتلة الجسم والعمر والجنس لتقدير نسبة الدهون في الجسم بدقة تبلغ 4%. تطور مايو كلينيك طريقة بديلة تدعى مؤشر حجم الجسم (بي في آي)، في محاولة منها لمراعاة أشكال الجسم المختلفة بصورة أفضل. يقيس مؤشر حجم الجسم توزع الدهون في الجسم ويحسب رقم مؤشر حجم الجسم، بناءً على هذه النتائج. يعد رقم مؤشر حجم الجسم معيارًا للمخاطر الصحية المرتبطة بالوزن.
يُحسب مؤشر كتلة الجسم بقسمة كتلة الشخص على مربع طوله، وعادة ما يُعبر عنه إما بوحدات القياس المترية أو «العرفية» الأمريكية:
{\displaystyle \mathrm {BMI} ={\frac {\mathrm {kilograms} }{\mathrm {meters} ^{2}}}}
{\displaystyle \mathrm {BMI} =\mathrm {pounds} {\frac {703}{\mathrm {inches} ^{2}}}}
توفر التعريفات الأكثر استخدامًا، والتي وضعتها منظمة الصحة العالمية (دبليو إتش أو) في عام 1997 ونُشرت في عام 2000، القيم المدرجة في الجدول على اليمين.
أُجريت بعض التعديلات على تعاريف منظمة الصحة العالمية من قبل هيئات معينة. تقسم المؤلفات الجراحية السمنة من الدرجة الثالثة إلى عدة فئات فرعية، على الرغم من أن القيم الدقيقة ما تزال موضع خلاف.
- أي مؤشر كتلة جسم يساوي أو يزيد عن 35 يعتبر سمنة شديدة.
- أي مؤشر كتلة جسم يساوي أو يزيد عن 40 يعتبر سمنة مرضية.
- أي مؤشر كتلة جسم يساوي أو يزيد عن 50 يعتبر سمنة فائقة.

نظرًا لأن الشعوب الآسيوية تعاني من عواقب صحية سلبية عند مؤشر كتلة جسم أدنى من الشعوب الغربية، أعادت بعض الدول تعريف السمنة. عرّف اليابانيون السمنة بأنها أي مؤشر كتلة جسم أكبر من 25، في حين تتبنى الصين مؤشر كتلة جسم أكبر من 28 لتعريف السمنة.
يعد التعريف القائم على مؤشر كتلة الجسم سهل الاستخدام وملائمًا للأغراض الإحصائية على وجه الخصوص، لأنه يعتمد فقط على كميتين مقاستين شائعتين هما الطول والوزن. مع ذلك، يغفل التعريف عن الاختلافات بين الأفراد في كميات كتلة الجسم اللادهنية، وخاصة كتلة العضلات. قد يكون للأفراد المشاركين في الأعمال البدنية الشاقة أو ممارسة الرياضة قيم عالية لمؤشر كتلة الجسم على الرغم من قلة الدهون. على سبيل المثال، يُصنف أكثر من نصف لاعبي دوري كرة القدم الأمريكية على أنهم «سمينون» (مؤشر كتلة الجسم ≥ 30)، ويُصنف 1 من كل 4 على أنه «مصاب بالسمنة المفرطة» (مؤشر كتلة الجسم ≥ 35)، وفقًا لمقياس مؤشر كتلة الجسم. لكن وُجد أن متوسط نسبة الدهون في جسمهم يقدر بنحو 14%، أي ضمن النطاق الصحي.
تعد نسبة الدهون في الجسم (بي إف%) مقياس السمنة المفضل في الدوائر العلمية، وهو نسبة الوزن الإجمالي لدهون الشخص إلى وزن جسمه، ويُنظر إلى مؤشر كتلة الجسم على أنه مجرد وسيلة لتقريب نسبة الدهون في الجسم. تعتبر المستويات التي تزيد عن 32% للنساء و25% للرجال مؤشرًا على السمنة. مع ذلك، يعد القياس الدقيق لنسبة الدهون في الجسم أصعب بكثير من قياس مؤشر كتلة الجسم. تتواجد عدة طرق متفاوتة الدقة والتعقيد.
تشمل مقاييس السمنة الأخرى المقترحة والأقل شيوعًا قياس محيط الخصر ونسبة الخصر إلى الورك. تقيس هذه الطرق نوعًا شائعًا من السمنة يُعرف باسم السمنة البطنية أو السمنة المركزية، والتي تتميز بوجود رواسب زائدة من الدهون في منطقة البطن وداخل التجويف البريتواني. ثبت أنها قابلة للمقارنة مع مؤشر كتلة الجسم من حيث قدرتها على التنبؤ بخطر حدوث اضطرابات الاستقلاب مثل مرض السكري من النوع الثاني، وقد يتفوق على مؤشر كتلة الجسم في التنبؤ بأمراض القلب والأوعية الدموية.